# جفری فلتمن

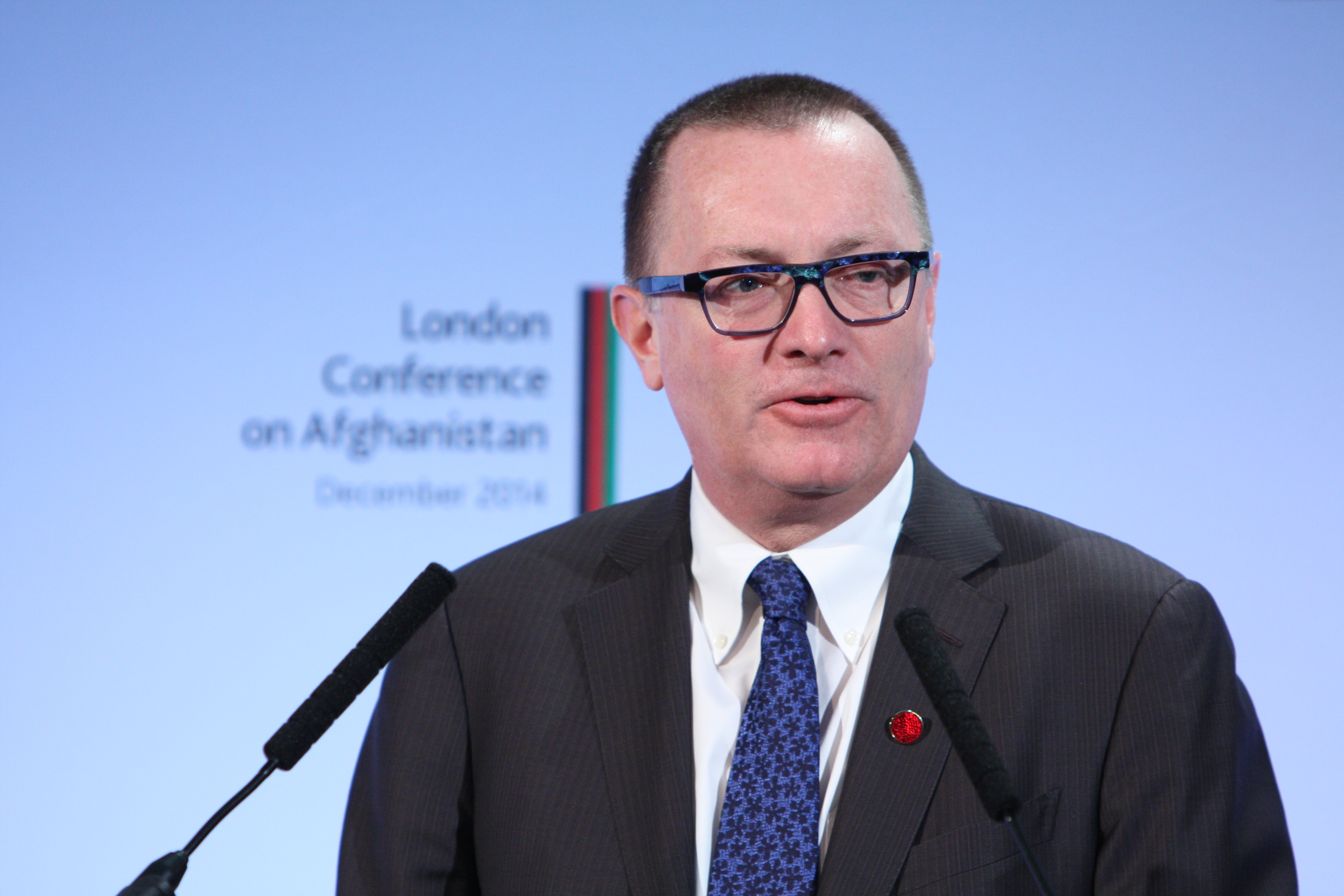
نگارهٔ جفری فلتمن، سیاست‌مدار آمریکایی - ۲۰۱۴

جفری فلتمن، دیپلمات ارشد اهل آمریکا و معاون سیاسی سابق دبیرکل سازمان ملل در زمان بان‌کی‌مون است.

## تحصیلات
وی دانش‌آموخته دانشگاه رشته‌های تاریخ، هنر، حقوق و دیپلماسی در آمریکاست.

## سفر به ایران
وی در جریان دیدار شهریور ماه ۹۲ با مقامات جمهوری اسلامی ایران درباره تحولات سوریه، مصر و لبنان رایزنی می‌کند. او به تازگی سفری به برخی دیگر از کشورهای خاورمیانه داشته است. فلتمن عالی‌ترین مقام آمریکایی است که پس از پیروزی انقلاب و البته به عنوان معاون دبیرکل سازمان ملل به ایران سفر کرده است.
وی پیشتر برای شرکت در اجلاس سران عدم تعهد، همراه بان‌کی‌مون به تهران آمده بود. گفته می‌شود، مارتین نسیرکی، سخنگوی سازمان ملل نیز او را در این سفر همراهی کرد. او سال گذشته نیز عضو هیأت بود و همراه بان‌کی‌مون دبیرکل سازمان ملل برای شرکت در اجلاس سران جنبش عدم تعهد به تهران آمد و همراه بان‌کی‌مون دیداری نیز با رهبر ایران، سید علی خامنه‌ای داشت.

## سوابق
فلتمن در سال‌های ۲۰۰۴ تا ۲۰۰۸ سفیر آمریکا در لبنان بوده و در دوره‌ای نیز معاون وزیر امور خارجه این کشور و در زمان آمدن به تهران مشاور بان‌کی‌مون بود. فلتمن کارشناس مسائل شرق و غرب آسیاست و مدتی نیز در کنسولگری آمریکا در سرزمین‌های اشغالی فلسطین حضور داشته است.
از دیگر سوابق وی می‌توان به دستیار ویژه سفیر آمریکا در تل‌آویو و کارشناس ارشد مسائل سیاسی و اقتصادی آمریکا در تونس اشاره کرد؛